# Дейкман, Артур
Артур Дж. Дейкман (англ. Arthur J. Deikman; 1929 — 2013) — клинический профессор психиатрии в Калифорнийском университете в Сан-Франциско, член редакционного совета рецензируемого научного журнала «Journal of Humanistic Psychology» и сотрудник рецензируемого научного журнала «Journal of Nervous and Mental Disease». Сторонник новой психологической школы «Психотерапия естественных человеческих потребностей».

## Биография и профессиональная деятельность
Родился в Нью-Йорке в семье бизнесмена и вырос на Лонг-Айленде. Университетское образование начал с изучения физики в Гарварде. Затем занялся математикой, после чего начал подготовку к медицинскому образованию. Он объясняет свой выбор в пользу психиатрии встречей с доктором, который принимал у него экзамен при поступлении в Гарвардскую медицинскую  школу: «Когда я сказал ему, что мне нравятся Рильке и Йейтс, он ответил, что мне следует стать психиатром. Так я обретал наибольшую свободу. Я мог получать исследовательские гранты, поскольку всё, что угодно могло быть исследуемым предметом сознания». В течение двухмесячных летних каникул он жил в одиночестве в Адирондаке, где с ним произошло событие, определившее его дальнейшую судьбу: «Я сидел на скале у озера и пытался сблизиться с тем, что я ощущал в музыке и поэзии. После двух недель такого времяпрепровождения цвета стали ярче. Небеса и деревья стали лучиться. Я знал, что другие люди не испытали подобного. Это казалось чрезвычайно важным».
«Транс обыденной жизни настолько привычен, что можно назвать человечество расой, которая засыпает и просыпается, но не пробуждается полностью. Поскольку частичного пробуждения достаточно для выполнения нами  повседневных задач, 
немногие из нас осознают ненормальность нашего состояния».
Заинтригованный полученным опытом изменённого состояния сознания Дейкман стал пионером исследований мистических переживаний в 1950-х годах и в течение последующих десяти лет создал гуманную форму психотерапевтического лечения пациентов, страдающих психозом. Кроме того, он стал учиться дзэн-медитации у Сюнрю Судзуки и суфизму у Идрис Шаха, а также исследовал Движение за развитие человеческого потенциала вместе с лидерами Эсаленского института Джорджем Леонардом и Майклом Мёрфи.
В начале 1970-х Дейкман получил известность, выделив синдром мистического психоза для определения психотических переживаний пациентов, которые были очень похожи на отчёты о мистических переживаниях. Согласно Дейкману, психотический опыт не во всех случаях следует считать патологическим, особенно с учётом системы ценностей и верований переживающего этот опыт индивида. Дейкман пришёл к выводу о том, что мистический опыт может быть вызван «деавтоматизацией» или преобразованием привычных психологических структур, которые организуют, ограничивают, отбирают и интерпретируют перцепционные стимулы, что сопряжено с тяжёлыми стрессами и эмоциональными потрясениями.
Дейкман принял участие в годичном исследовательском семинаре по теме новых религиозных движений, нацеленном на выяснение притягательности эти движений для многих американцев в 1960—1970-х годах. В 1990-м году он написал книгу «The Wrong Way Home: Uncovering the Patterns of Cult Behavior in American Society», которая стала частью учебной программы в курсе «Культы и новые религиозные движения» в St. Francis Xavier University. На эту книгу ссылается в своей статье «Self-Sealing Doctrines, the Misuse of Power, and Recovered Memory» психолог Линда Рибел. Она используется в качестве источника в Психологической энциклопедии, в частности, в статье о культах, где говорится следующее: «Определённые типы политических групп и террористических организаций служат примерами 'культов', которые бросают вызов общепринятому определению данного термина». Дейкман отметил, что «всем нам свойственно поведение, которое свойственно последователям культов» и предположил, что «привязанность к родителям сохраняется во взрослом возрасте и является причиной склонности нормального общества к поведению, характерному для культов».

## Образование
- Гарвардский университет
- Гарвардская медицинская школа
- Сертифицирован как психиатр и невролог Американским советом по психиатрии и неврологии[англ.]

## Публикации

### Книги
- «Personal Freedom: On Finding Your Way to the Real World», 1976
- «The Observing Self», 1983
- «Evaluating Spiritual and Utopian Groups», 1988
- The Wrong Way Home: Uncovering the Patterns of Cult Behavior in American Society
- «Them and Us: Cult Thinking and the Terrorist Threat», 2003, excerpted

### Статьи
- Arthur Deikman on Mystic Experience, «Mystic Experience and Two Modes of Consciousness», adapted from the work of Arthur J. Deikman, M.D."
- Article, «Journal of Consciousness Studies[англ.]», 1996
- I = Awareness, «Journal of Consciousness Studies[англ.]», 3 (4), pp. 350-6.
- Spirituality Expands a Therapist’s Horizons
- The Evaluation of Spiritual and Utopian Groups, «Journal of Humanistic Psychology», Vol. 23, No. 3, 8-18 (1983), Abstract
- Treating Former Members of Cults